# Insubria
L'Insubria è una regione storica non univocamente definita, con cui viene designato il territorio anticamente abitato dagli Insubri, popolazione che si stanziò in epoca protostorica nella regione compresa fra il Po e i laghi prealpini a partire dal IV secolo a.C. o addirittura pre esistente alle invasioni gallo-celtiche e facente parte della cultura di Golasecca, cui Tito Livio attribuisce la fondazione di Milano.
Inoltre per Insubria si può anche intendere:
- il territorio del Ducato di Milano[5] esistito, con mutamenti territoriali, tra il 1395 e il 1796;
- l'area in cui si parla il dialetto lombardo occidentale della lingua lombarda;
- la provincia di Milano[6] o, per estensione, l'intera Italia settentrionale[7];
- la Repubblica cisalpina o parte di essa[8];
- la Terra dei Laghi - parzialmente coincidente con la Regio Insubrica - che comprende il Canton Ticino, le Province italiane di Verbano-Cusio-Ossola, Novara, Varese, Como, Lecco, e la Valchiavenna.

## Storia

### Gli Insubri
Numerosi altri autori greco-latini parlano dell'antica popolazione degli Insubres, tra cui Polibio, il quale li definisce come il più grande ethnos a nord del Po,, Gaio Plinio Secondo, Strabone. Questi autori però, non nominando mai il territorio di questo popolo col nome di Insubria, riportano notizie scarse e spesso in contraddizione tra loro, collocano gli Insubres in varie zone dell'area prealpina, come Polibio, che dice situato nei dintorni delle foci del Po. Anche la Tabula Peutingeriana riporta la scritta Insubres, ma la colloca lontano da Mediolanum, in una zona nei dintorni di Eporedia. In effetti questo territorio era abitato in epoca preistorica e protostorica anche da altri popoli, come gli Orobi, i Comenses, i Leponzi, gli Elvezi, i Reti, i Bergalei, i Levi, i Marici e i Liguri, di cui è possibile stabilire, seppur in maniera approssimativa, le epoche storiche di appartenenza e i confini dei loro rispettivi territori.

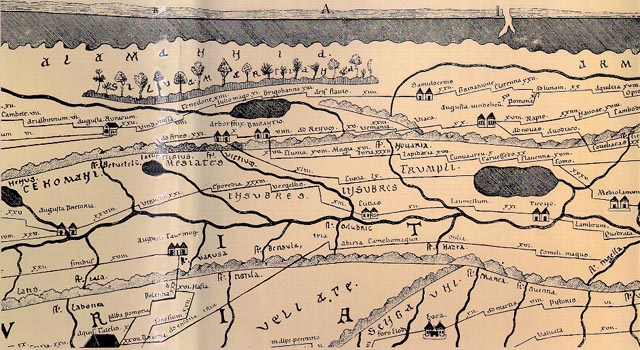
Il territorio degli Insubres sulla Tabula Peutingeriana

È probabile che Tito Livio identificasse negli Insubres un'organizzazione più ampia, un foedus, composta dalle numerose tribù cisalpine di cui conosciamo i nomi che riconoscevano negli Insubri la supremazia.
L'archeologia contribuisce ai pochi dati documentali. Nel territorio compreso tra i fiumi Serio ed Adda ad est e quello della Sesia ad ovest e dalle vallate alpine del Toce, del Ticino e della Moesa a nord fino al Po a sud, a partire dal X secolo a.C. si sviluppò una civiltà omogenea chiamata cultura di Golasecca in cui vanno inglobati i Leponzi e gli Insubri.
Tra la fine del V e gli inizi del IV secolo una migrazione di nuove popolazioni celtiche transalpine, i Galli portatori della cultura di La Tène, attraversarono le Alpi ed invasero questi territori causando la decadenza della civiltà golasecchiana, inglobando quindi anche Leponzi ed Insubri. Nonostante ciò, il nome degli Insubri rimase a rappresentare il popolo celtico stanziato nella Lombardia occidentale e, insieme a quello dei galli transalpini nuovi arrivati, viene citato in diverse forti storiche come il popolo che resistette fino alla fine alla supremazia romana e che si alleò con Annibale durante la seconda guerra punica.

### La romanizzazione
Gli Insubri, insieme alle popolazioni galliche, entrarono in conflitto con i Romani (Guerre romano-celtiche) le cui mire espansionistiche si prefiggevano di giungere alla cresta delle Alpi. Nel 225 a.C. la coalizione venne sconfitta prima a Talamone, poi nel 222 a.C. a Clastidium e Acerrae.
Questa occupazione fu molto breve, poiché quattro anni dopo Annibale trovò negli Insubri degli alleati fedeli. Il cavaliere insubre Ducario nel 217 a.C. compì la vendetta del suo popolo uccidendo il console Gaio Flaminio Nepote, colpevole di aver promosso politiche e campagne anti-celtiche. Solo nel 194 a.C., dopo la pausa delle guerre puniche, Roma riportò la vittoria finale contro gli Insubri grazie al console Valerio Flacco.
Da questa data l'Insubria (Ager insubrium), insieme a tutte le terre abitate dai Galli, entrò a far parte della provincia romana della Gallia cisalpina. Nel 42 a.C. la provincia venne infine abolita e integrata nell'Italia romana.
Il processo di romanizzazione fu lento ma implacabile. La cultura autoctona riuscì a sopravvivere ancora per qualche secolo solo nelle vallate alpine più periferiche lontano dalle principali vie di comunicazione. L'archeologia mostra che solo nel I secolo d.C. si assiste a una romanizzazione più matura, per cui, per esempio, si rendono più sporadiche le attestazioni dell'identità celtica dei defunti nei corredi tombali, ormai localizzate solo nelle aree alpine. Gli Insubri sottoscrissero con i Romani dei foedera aequa, con i quali riconobbero la supremazia dell'occupante e ottennero in cambio l'integrità del loro territorio, non sottoposto a deduzioni coloniali, in cambio garantirono ai Romani la loro assoluta e perenne fedeltà. Inoltre, le strade Postumia ed Aemilia, parti importanti della nuova rete infrastrutturale romana, evitarono il territorio insubre. Nel periodo augusteo gli insubri erano ancora sepolti con fibule in stile La Tène; ugualmente gli strumenti di lavoro e le ceramiche, mentre si diffonde l'uso di balsamari e anfore di tradizione romana.

### L'alto medioevo
Il processo di romanizzazione può essere considerato concluso quando, nel 286 d.C., Milano diventa una capitale dell'Impero romano per nomina di Diocleziano, status mantenuto fino al 402 d.C., anno in cui Onorio trasferisce la sede imperiale a Ravenna.
La regione venne prima integrata nel regno di Odoacre, poi passò ai Visigoti e infine tornò di nuovo sotto il controllo romano, con la conquista della regione da parte dei generali bizantini durante la guerra gotica.
Nel 568, con la discesa dei Longobardi, l'assetto politico e giuridico romano subì una profonda mutazione, che portò a costituire una nuova identità più vasta, a designare l'intera Valle Padana nel suo complesso, desunta dal quella del nuovo popolo germanico: Langbard, o Lombardia.
Le successive frammentazioni politiche del Regnum ridussero il concetto stesso di Lombardia al suo territorio più centrale.

### Il Ducato di Milano

Il Ducato di Milano all'inizio del XV secolo sotto il duca Gian Galeazzo, nel momento della massima espansione.

In seconda battuta il nome Insubria può essere riferito al territorio del Ducato di Milano (1395-1796).
Nel periodo di massima espansione, all'inizio del Quattrocento sotto Gian Galeazzo Visconti, comprendeva tutta la Lombardia (ad esclusione di Mantova); nell'attuale Piemonte: Vercelli, Novara, Alessandria ed Asti; in Veneto: Verona, Vicenza e Belluno; in Trentino i soli territori di Riva del Garda; in Emilia-Romagna: Piacenza, Parma, Reggio Emilia e Bologna; in Toscana: Pisa, Lucca e Siena; in Liguria: Sarzana e in Svizzera: il Canton Ticino e la parte dei Grigioni di lingua italiana (Val Mesolcina, Val Bregaglia, Val Poschiavo e Val Calanca).
Dal XIV al XVII secolo, presso i letterati della corte ducale milanese, i termini Insubres e Insubria furono utilizzati per conferire la coscienza di una unità e identità nazionale superiore alle ancor vive autonomie comunali.

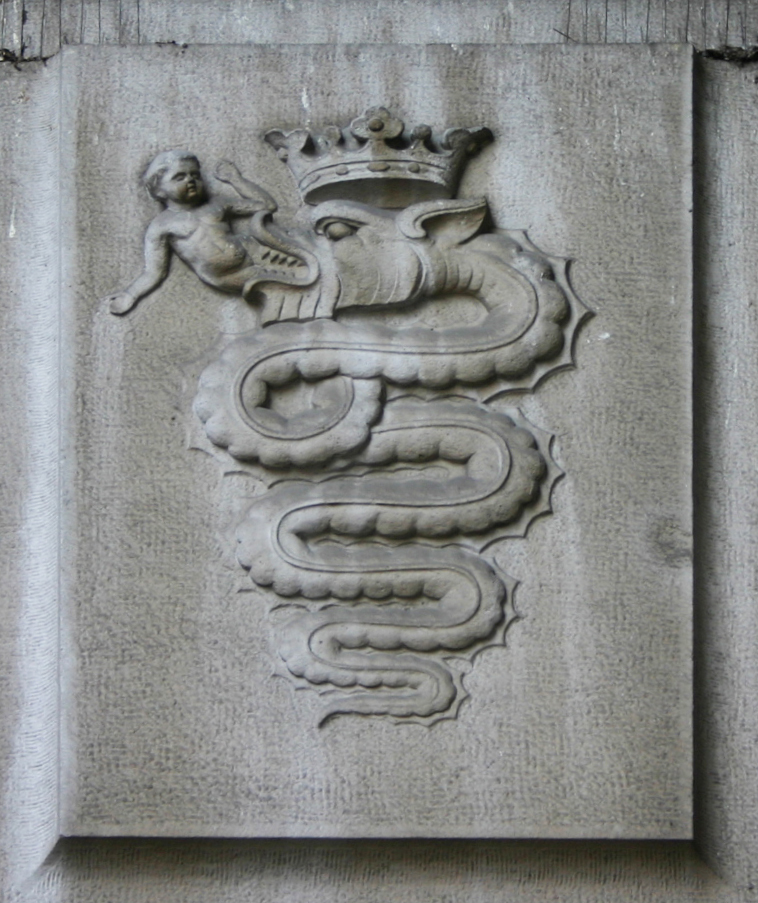
Lo stemma visconteo del Ducato di Milano.

Insubria definì così il cuore dell'allora vasto Ducato di Milano, come testimoniato negli scritti di Benzo di Alessandria, Giovanni Simonetta, Bernardino Corio e Andrea Alciato. Ma anche dopo il tramonto dell'indipendenza milanese, l'identità insubre non scomparì. A metà del Settecento, Gabriele Verri ne ribadì l'importanza con l'espressione, posta in testa alle sue opere: "Insubres sumus, non latini".
Nel 1766 la compositrice milanese Maria Teresa Agnesi Pinottini scrisse il dramma in due atti L'Insubria consolata: componimento drammatico.

### La Repubblica cisalpina
Pochi anni dopo, nel 1797, in occasione della nascita della Repubblica cisalpina, Napoleone fa battere dalla zecca di Milano una medaglia celebrativa con la dicitura sul dritto "All'italico" e sul retro "All'Insubria Libera" e un'allegoria della Repubblica francese, raffigurata come donna elmata, assistita, alla sua destra, dalla Pace che pone il berretto frigio sul capo della nuova repubblica: questa è condotta da un genietto e ai suoi piedi ha una cornucopia.
Giovanni Torti scrisse nel 1801 la canzone Per la proclamata libertà dell'Insubria inneggiante alla Repubblica Cisalpina e a Napoleone liberatore. Similmente fece Gabriele Rossetti nello stesso periodo. Anche il quindicenne Alessandro Manzoni nel Del trionfo della libertà del 1801 citò più volte l'Insubria riferendosi alla Repubblica cisalpina esaltando gli ideali della rivoluzione francese.

## Linguistica
A partire dal XIX secolo è comune l'uso di definire l'Insubria dal punto di vista linguistico, come il territorio in cui prevale il gruppo occidentale, alla cui testa sta il milanese, della lingua lombarda. Questo gruppo di dialetti è citato appunto come dialetto insubre.
Da un punto di vista linguistico l'Insubria presenta una unità che non è invece ricalcata dai confini amministrativi e statuali, poiché anche in Provincia di Novara, in Provincia del Verbano-Cusio-Ossola e in Canton Ticino e nei Grigioni sono storicamente parlati i dialetti occidentali della lingua lombarda.
Questo è giustificato dalla comunanza di queste aree al milanese e in particolare ai cinque secoli di appartenenza statuale al Ducato di Milano, precedentemente alle attuali divisioni amministrative, che risalgono in parte alla costituzione delle regioni amministrative italiane, che hanno confermato l'accorpamento di Novara e del Verbano alla Regione Piemonte come fu decretato dalla Pace di Rastatt e dalla sua applicazione nel trattato di Baden nel 7 settembre 1714.

## Usi in età moderna
De la prima Città ch'abbian gl'Insubri

Uscì da i fondamenti un gran Cinghiale

Mezzo di pel setoso, e mezzo ignudo

Onde Milan chiamossi

Da gli Hedui, o Borgognoni

o pur da i Franchi

Da cui l'origine hebbe,

Che altri di mezza lan dir potrebbe.»
(Gerolamo Cardano, ca. 1626)
La parola Insubria è stata a lungo considerata un sinonimo per il territorio del Ducato di Milano, soprattutto in epoca rinascimentale.
Nel 1592 Gaudenzio Merula riconosce i suoi connazionali negli Insubri abitanti il Ducato di Milano che persero il Canton Ticino a inizio del XVI secolo per mano dei Confederati Svizzeri: "Bilizio adesso si chiama Bellinzona e una volta era sottomessa agli Insubri, ma in seguito alla debolezza dei comandanti ... ritornò sotto il controllo degli Elvezi".
Lo stesso fa Bonaventura Castiglioni nel suo Gallorum Insubrum antiquae sedes in cui parla apertamente di Stato insubre e di insubri per riferirsi al Ducato di Milano e ai suoi abitanti nel XVI secolo. Similmente fa Pietro Verri nella sua Storia di Milano edita nel 1835.
Vedi qui Alberto, invitto capitano

ch'ornerà di trofei tanti delubri:

Ugo il figlio è con lui, che di Milano

farà l'acquisto, e spiegherà i colubri.

Azzo è quell'altro, a cui resterà in mano

dopo il fratello, il regno degli Insubri.

Ecco Albertazzo, il cui savio consiglio

torrà d'Italia Beringario e il figlio.

 Ludovico Ariosto, L'Orlando Furioso, Ferrara, Giovanni Mazocco, 1516,  Volume I, canto III, 26.
Prima ancora, nel 1676, Antonio Lupis scrisse Gli eroi dell'Insubria, ouero, Le celesti merauiglie del gran santuario & insigne monastero di Meda nella vita de santi Aimo e Vermondo Corii, nobili milanesi. È invece del 1765 la Dissertationes pertinentes ad Insubriae antiquitates di Guido Ferrari.
Nel primo Novecento il termine ha un periodo di revival, che combacia con l'inizio di studi storici e territoriali. Ne parla Giovanni Baldi nel 1906; viene promossa una rivista chiamata "Insubria", che si occupa di promuovere il turismo e la cultura dei laghi prealpini; nel 1937 Angelo Bellini pubblica Uomini e cose d'Insubria: studii, ricerche, documenti.
Alla fine degli anni sessanta a Milano vengono fondate le Edizioni Insubria s.r.l., che si occupano principalmente di pubblicazioni illustrate.

## Usi contemporanei
Il termine cadde in certo oblio fino agli anni novanta, quando Insubria è tornato in auge in corrispondenza di una serie di iniziative, prima fra le quali la fondazione (1995) della succitata comunità di lavoro transfrontaliera, la "Regio Insubrica", con lo scopo di valorizzare degli elementi culturali, economici e sociali che uniscono la Svizzera Italiana e le province italiane di confine.
La riscoperta moderna del termine Insubria si debiterebbe a un ricercatore celtista, Emanuele Pauletti (1956-2006), il quale affermò che "gli Insubri sono un popolo che non sa di esserlo". Almeno dal 1997 aveva organizzato un'associazione apolitica denominata Insubria.
Il quotidiano La Prealpina, seguito poi da altri, inserì una pagina quotidiana intestata all'Insubria, riportando notizie di cronaca politica sovralocale.
Nel 1996 si registra la costituzione dell'Associazione Culturale Terra Insubre con sede a Varese, che ha nel suo programma la diffusione e la promozione della storia e dell'ambiente del territorio insubre a un vasto pubblico. Nel 2009 conta circa 1500 soci, sei distaccate (Milano, Marcallo con Casone, Verbano-Cusio-Ossola, Como, Novara, Canton Ticino) e un'omonima rivista trimestrale. A partire dal 2007 Terra Insubre organizza, annualmente, nel mese di maggio il Festival dell'Insubria, nel quale vengono affrontate tematiche economiche, sociali, culturali ed ambientali dell'Insubria.
Degli stessi anni (14 luglio 1998) è l'istituzione dell'Università dell'Insubria.
A partire dai primi anni Duemila, alcuni esponenti politici hanno promosso o discusso la possibilità di costituzione istituzionale dell'Insubria e/o dell'acquisizione di autonomia politica e/o amministrativa. Nello stesso periodo, è stata anche proposta la creazione di una Corte d'appello dell'Insubria.
Il 27 luglio 2004 la compagnia aerea Darwin Airline ha battezzato il suo primo Saab 2000 col nome di "Insubria", celebrando contestualmente la sua adesione alla Regio Insubrica.
Dal 1º gennaio 2016, a seguito della riorganizzazione delle Aziende Sanitarie Locali nella Regione Lombardia, venne costituita la Azienda Territoriale Sanitaria (ATS) Insubria, unendo le ASL di Como e Varese.
Nel maggio 2016 il WWF ha organizzato la propria sezione di Milano e della Lombardia centro-settentrionale come "WWF OA Insubria".

## La Regio Insubrica

Il logo della Regio Insubrica

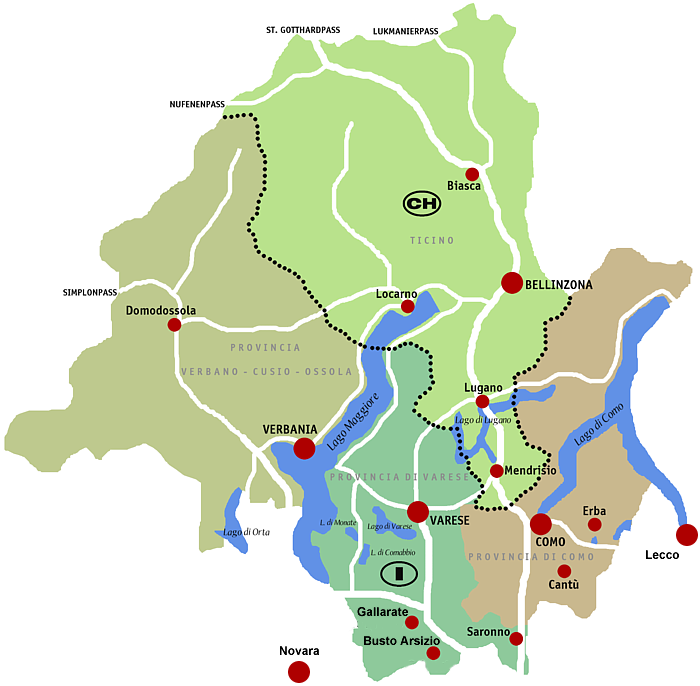
Il territorio della Regio Insubrica (dal 2007 anche Lecco e Novara)

In epoca contemporanea il termine viene anche utilizzato come sinonimo del territorio della comunità di lavoro transfrontaliera Regio Insubrica, "Euroregione" istituita nel 1995 tra le province di Varese, Como, Verbano-Cusio-Ossola, Lecco, Novara e il Canton Ticino, ovvero la regione dei laghi a cavallo fra la Svizzera e l'Italia dove si parla la lingua italiana e il dialetto insubre.
Si tratta di una associazione di diritto privato conforme alla dichiarazione di Madrid del 1980 sulla cooperazione transfrontaliera che si prefigge di promuovere la cooperazione e l'integrazione nella regione italo-svizzera dei laghi prealpini (Lago di Como, Lago di Lugano, Lago Maggiore). L'attuale simbolo della Regio rappresenta sei pittogrammi ognuno ad indicare le 6 regioni (nell'ordine Ticino, Como, Varese, Verbano, Cusio e Ossola).